# Объективизм (философия)
Объективи́зм — философское учение об объективности реальности (материализм, объективный идеализм, реализм). Объективизм предполагает учёт максимального количества факторов при создании общей картины действительности. 
Объективизм также предполагает стремление к оценке вещей, лиц и событий на основании их точного изучения, независимо от собственных пристрастий и предвзятых мнений, когда они не могут быть удовлетворительно оправданы разумом. Объективизм обязателен для всякого учёного и критика, который должен быть, прежде всего, освобождён от бэконовских «идолов».
При этом полное и безусловное отделение изучаемых предметов от душевной природы изучающего невозможно. Независимо от общей гносеологической соотносительности между познаваемым и познающим, врождённые и в основе своей бессознательные свойства личной и национальной души не могут быть лишены своего естественного влияния через одно намерение быть объективным. Сам факт преобладающего стремления к объективизму в том или другом учёном или критике основан на его субъективных психологических свойствах — на холодности темперамента, на равнодушии к известным сторонам жизни и т. д. Эти свойства, соответствующие одним областям знания (например, математике, формальной логике), могут быть совсем неуместны для других (например, для истории или для богословия, где имеет силу изречение pectus facit theologum). Если чьи-нибудь личные чувства и мнения согласны с высшими идеальными требованиями, то нет причины от них отрешаться. Поскольку данная действительность находится в процессе изменения и совершенствования, и, поскольку в этом процессе играют роль чувства, мысли и стремления человека, абсолютный объективизм, если бы даже он был возможен, не был бы желателен, как равносильный остановке развития. Истинный, разумный объективизм требует, чтобы, кроме фактов действительности, принималось во внимание и её достоинство — а это связано с той или другой высотой субъективного мерила. Во всяком случае должно помнить, что сама противоположность между субъектом и объектом не есть что-нибудь безусловное и окончательное и что полная правда не может быть ни только объективной, ни исключительно субъективной.